# Майя (слониха)
Ма́йя (1974 — 28 жовтня 2018, Гомель, Білорусь) — циркова слониха, яку багато років використовували в циркових виставах на території Східної Європи, зокрема в Німеччині, Україні, Румунії, Угорщині. Загинула під час виступів в складі Національного цирку України, на гастролях в Гомелі (Білорусь).
Під час перебування пересувного цирку м. Вінниця, Майя втекла та деякий час блукала вулицями міста.
Зоозахисники безуспішно намагались звільнити тварину з неволі, шляхом петицій та пікетів.